# 국도 제69호선 (대한민국)
국도 제69호선 (예천~단양선, 國道第六十九號 醴泉丹陽線)은 경상북도 예천군 효자면 용두리 저수령과 충청북도 단양군 대강면 장림리 장림사거리를 잇는 대한민국의 일반 국도이다. 기존의 지방도 제927호선 일부 등의 구간을 일반 국도로 승격하여 만든 노선이다.

## 연혁
- 2025년 7월 11일: '예천~단양선'으로 국도 제69호선을 새로 신설함.[2]